# Плаканика
Плаканика (итал. Placanica) — коммуна в Италии, располагается в регионе Калабрия, подчиняется административному центру Реджо-Калабрия.
Население составляет 1511 человек, плотность населения составляет 52 чел./км². Занимает площадь 29 км². Почтовый индекс — 89040. Телефонный код — 0964.
Покровителями коммуны почитаются Пресвятая Богородица (Maria Ss. Addolorata), празднование в третье воскресение сентября, и святой Эмигдий, празднование 5 августа.